# پاسکال ژانتی
پاسکال ژانتی (فرانسوی: Pascal Gentil‎؛ زادهٔ ۱۵ مهٔ ۱۹۷۳) تکواندوکار اهل فرانسه بود.